# ستيفاني تالبوت
ستيفاني تالبوت (بالإنجليزية: Stephanie Talbot) (15 يونيو 1994 في أستراليا - ) هي لاعبة كرة سلة أسترالية في مركز هجوم قوي الجسم، شاركت في دورة ألعاب الكومنولث 2018 ‏ و2015 FIBA Oceania Women's Championship ‏ والألعاب الأولمبية الصيفية 2016. ولعبت مع فينيكس ميركوري.

## وصلات خارجية
- ستيفاني تالبوت على موقع الاتحاد الدولي لكرة السلة (الإنجليزية)
- ستيفاني تالبوت على موقع الاتحاد الوطني لكرة السلة النسائية (الإنجليزية)
- ستيفاني تالبوت على موقع كرة السلة الأوروبية.كوم (الإنجليزية)
- ستيفاني تالبوت على موقع بروبوليرز (الإنجليزية)
- ستيفاني تالبوت على موقع سبورتس رفرنس (الإنجليزية)
- ستيفاني تالبوت على موقع سبورتس رفرنس (الإنجليزية)
- ستيفاني تالبوت على موقع اللجنة الأولمبية الدولية (الإنجليزية)
- ستيفاني تالبوت على موقع أوليمبيديا (الإنجليزية)
- ستيفاني تالبوت على موقع اللجنة الأولمبية الأسترالية (الإنجليزية)